# 顧之俊
顧之俊（1611年—1650年），字仲容，號虚谷，南直隸苏州府長洲縣人，明朝政治人物，賜同進士出身。

## 生平
顧之俊是崇禎十五年（1642年）壬午科應天鄉試舉人，次年十六年（1643年）登進士，通政司觀政，十七年授浙江奉化知縣，錢肅樂倡義，首先以兵餉響應。隆武年間遷浙江道御史、江西巡按。監國魯王入閩，召故官，見鄭彩專政，參劾之。福建淪陷，入廣東，改廣東道御史，著剛直聲。永曆二年李成棟反正，隨駕，上天地人三策、水火藥三用，遷廣東巡按，後卒於肇慶。

## 家族
曾祖顧璠，鄉飲大賓。祖父顧宇寧，邑增生。父顧庭德。